# Саміт
Са́міт — це зустріч глав держав або голів урядів з потужним висвітленням у засобах масової інформації, підвищеними заходами безпеки та узгодженим попередньо порядком денним.
Назва походить від англійського слова summit, яке, згідно зі словником Merriam-Webster, виникло від середньовічного англійського слова somete, що, своєю чергою, походить від латинського слова summum зі значенням «найвищий».

## Видатні саміти
Найвидатнішими самітами в історії були зустрічі між Франкліном Д. Рузвельтом, Вінстоном Черчиллем та Йосипом Сталіним під час Другої світової війни, між президентами США та СРСР і між лідерами СРСР та КНР.

### Перелік конференцій
- Перша Московська конференція (29 вересня — 1 жовтня 1941 року)
- Друга Вашингтонська конференція (20—25 червня 1942 року)
- Друга Московська конференція (12—17 серпня 1942 року)
- Бермудська конференція (19 квітня 1943 року)
- Третя Вашингтонська конференція (12—27 травня 1943 року)
- Квебекська конференція (17—24 серпня 1943 року)
- Третя Московська конференція (18 жовтня — 1 листопада 1943 року)
- Каїрська конференція (22—26 листопада 1943 року)
- Тегеранська конференція (28 листопада — 1 грудня 1943 року)
- Друга Каїрська конференція (4—6 грудня 1943 року)
- Конференція прем'єр-міністрів Співдружності (1—16 травня 1944 року)
- Конференція ООН з питань грошової політики та фінансів (Бреттон-Вуд) (1—15 липня 1944 року)
- Четверта Московська конференція (9 жовтня 1944 року)
- Мальтійська конференція (30 січня — 2 лютого 1945 року)
- Ялтинська конференція (4—11 лютого 1945 року)
- Потсдамська конференція (17 липня — 2 серпня 1945 року)

### Перелік самітів
- Саміт тисячоліття
- Світовий саміт у 2005 році
- Саміт у Словаччині у 2005 році
- Саміт Земля
- 27-й саміт Великої вісімки
- 31-й саміт Великої вісімки
- Бейрутський саміт
- Саміт у Рейк'явіку
- Женевський саміт
- Єрусалимський саміт
- Саміт в Таба
- Саміт країн Південної Америки 2004 року
- Саміт у Шарм-аль-Шейху у 2005 році
- Саміт Америк
- 9-й саміт Великої сімки
- Міжкорейський саміт
- Саміти Україна — ЄС